# Аттик (архієпископ Константинопольський)
Архієпископ Аттик (грец. Ἀρχιεπίσκοπος Ἀττικός; ? — 10 жовтня 425 або 426) — архієпископ Константинопольський (початок березня 406 — 10 жовтня 425/426).

## Біографія
Наступник архієпископа Арсакія з березня 406 року. Спочатку був опонентом Івана Золотоустого і прихильником поставлення Арсакія архиєпископом Константинопольським. Від нього збереглися чотири листи, включені в 65-й том Patrologia Graeca. Пам'ять в православній церкві звершується 8 січня і 11 жовтня за юліанським календарем.
415 року протистояв папі римському Інокентію I, що намагався набути статус судді в Фессалійській архієпархій (конфлікт Максиміана і Боніфація I) та Коринфській митрополії.
Про різдво Христове він висловився так: «Нині Владика Христос прийняв народження по людинолюбству; бо народження по божественній гідності було раніше… Слово по людинолюбстві виснажується, будучи за своєю природою невичерпним; бо „Він умалив Самого Себе, прийнявши вигляд раба“ (Флп. 2, 7). Безтілесний для тебе втілюється; бо „Слово плоть стало“ (Ів. 1:14). Невідчутний через безтілесної природу може пізнатися за допомогою дотику. Безначальний буває під тілесним початком; досконалий зростає; незмінний процвітає; багатий народжується в вертепі; той хто одягає небо хмарами одягається пеленами; цар покладається в яслах».